# チャンドラ (人工衛星)
| 所属         | NASA, SAO, CXC                                    |
| 波長域       | X線                                               |
| 軌道高度     | 10 000 km (近地点), 140 000 km (遠地点)           |
| 軌道周期     | 3858 min, 64.3 h                                  |
| 打ち上げ日   | 1999年7月23日                                     |
| 落下時期     | N/A                                               |
| 質量         | 4 800 kg, 10 600 lb                               |
| 別名         | Advanced X-ray Astrophysics Facility, AXAF        |
| ウェブページ | https://chandra.harvard.edu/                      |
| 物理特性     |                                                   |
| 形式         | 斜入射の放物面ミラー、双曲面ミラーが入れ子状に4対 |
| 口径         | 1.2 m, 3.9 ft                                     |
| 集光面積     | 0.04 m² at 1 keV, 0.4 ft² at 1 keV                |
| 焦点距離     | 10 m, 33 ft                                       |
| 機器         |                                                   |
| ACIS         | 画像分光計                                        |
| HRC          | カメラ                                            |
| HETGS        | 高分解能分光カメラ                                |
| LETGS        | 高分解能分光計                                    |

チャンドラX線観測衛星（チャンドラエックスせんかんそくえいせい、英語: Chandra X-ray Observatory）は、1999年7月23日にNASAによって打ち上げられた人工衛星である。スペースシャトルコロンビアによって放出された。

## 概要
「チャンドラ」の名称は、白色矮星が中性子星になるための質量限界を割り出したインド系アメリカ人物理学者スブラマニアン・チャンドラセカールからとったものである。また「チャンドラ」とはサンスクリット語で月という意味でもある。
チャンドラはNASAの4つあるグレートオブザバトリー計画のうち3番目の観測衛星である。その最初の観測衛星は1990年に打ち上げられたハッブル宇宙望遠鏡、2番目は1991年のコンプトンガンマ線観測衛星、そして最後が2003年打ち上げのスピッツァー宇宙望遠鏡である。打ち上げ前には、AXAF (Advanced X‐ray Astrophysics Facility) として知られていた。AXAFはカリフォルニア州のTRWによって組み立て、検査された。
地球大気がX線の大部分を吸収するため地上の望遠鏡でX線は観測できず、宇宙望遠鏡を作ることが必要であった。
近地点は約1万km、遠地点は約14万kmというかなり極端な楕円軌道の人工衛星であるが、それを「地球と月の3分の1のところを回っている。」と表現している文献も見られるようである（平均すると月との距離の3分の1ぐらいではある）。

## 発見
チャンドラにより得られた情報はX線天文学の分野で大きな進展をもたらした。
- 弾丸銀河団の観測はダークマターの自己相互作用断面積を限定した[2]。
- 最初の画像（カシオペヤ座にある超新星残骸カシオペヤ座A）によって、天文学者は初めて残骸の中心に存在するコンパクト天体（中性子星かまたはブラックホールか？）を垣間見ることができた[3]。
- 別の超新星残骸であるかに星雲中央のパルサー周辺にリングとジェットを発見した[4]。以前の望遠鏡ではジェットの一部しか見えていなかった。
- 最初のX線放射観測は天の川銀河中心いて座Aにある大質量ブラックホールいて座A*からのものであった[5]。
- アンドロメダ銀河の中心部へ渦巻状に落ちていくガスの温度が予想よりもはるかに低温であることが発見された。
- 銀河団が衝突、合体しているエイベル 2142で、初めて圧力フロント（pressure fronts）の詳細が観測された。
- 超新星からの衝撃波のX線による最初の画像がSN 1987Aから得られた。
- ペルセウス座にあるペルセウス座Aの画像で、大きな銀河に飲み込まれようとしている小さな銀河の影を初めて映し出した。
- 恒星起源ブラックホールと超大質量ブラックホールの間でミッシングリンクとされていた新しいタイプのブラックホール、中質量ブラックホールをM82銀河の中に発見した[6]。
- ガンマ線バーストGRB 991216において、X線輝線との関連を初めて示した[7]。
- チャンドラのデータを使い、高校生が超新星残骸IC 443中に中性子星（CXOU J061705.3+222127）を発見した[要出典]。
- チャンドラとBeppoSAXによる観測によって、ガンマ線バーストが星形成領域で起こることが示唆された。
- チャンドラのデータによって、以前はパルサーだと思われていたRX J1856.5-3754と3C58が、クォーク星のようなより高密度な天体であることが示唆された。これは現在も議論されている。
- 褐色矮星TWA 5Bが太陽に似た恒星との連星系軌道をとっていることを発見した。
- 主系列星のほとんどすべてがX線を放射していることを発見した（Schmitt & Liefke, 2004）。
- 超大質量ブラックホール周辺の激しい活動による音波がペルセウス座銀河団で観測された。
- タイタンのX線での影が、かに星雲を通過したことが観測された。
- 物質からのX線放射が原始惑星系円盤から恒星へ落ちることが観測された。[8]
- スニヤエフ・ゼルドビッチ効果を使ってハッブル定数が76.9km/s/Mpcであることが測定された。
- 2006年、超銀河団衝突の観測によりダークマターが存在する強い証拠が発見された。
- 2006年、M87銀河の超大質量ブラックホール周辺で発見されたループ状・リング状・フィラメント状のX線放射領域によって、圧力波・衝撃波・音波の存在が示唆され、M87銀河が劇的な進化をしたのではないかと推測されている[9]。

## 特徴
アルミめっきされた単純な放物状の表面（鏡）をもつ光学望遠鏡と違い、通常のX線望遠鏡ではイリジウムまたは金メッキされた円筒型の放物面鏡と双曲面鏡が入れ子になっている。X線光子は通常の鏡表面では吸収されるため、それらを反射するには鏡が浅い入射角を持つ必要がある。チャンドラでは4対のイリジウムミラーを、HRMA（High Resolution Mirror Assembly）と呼ばれる補助機構とともに使用している。
チャンドラは離心率の大きな楕円軌道をとることで、55〜65時間の連続観測を可能にしている。角分解能は0.5秒角（2.4µrad）であり、最初のX線望遠鏡に比べ1000倍以上である。

### 機器

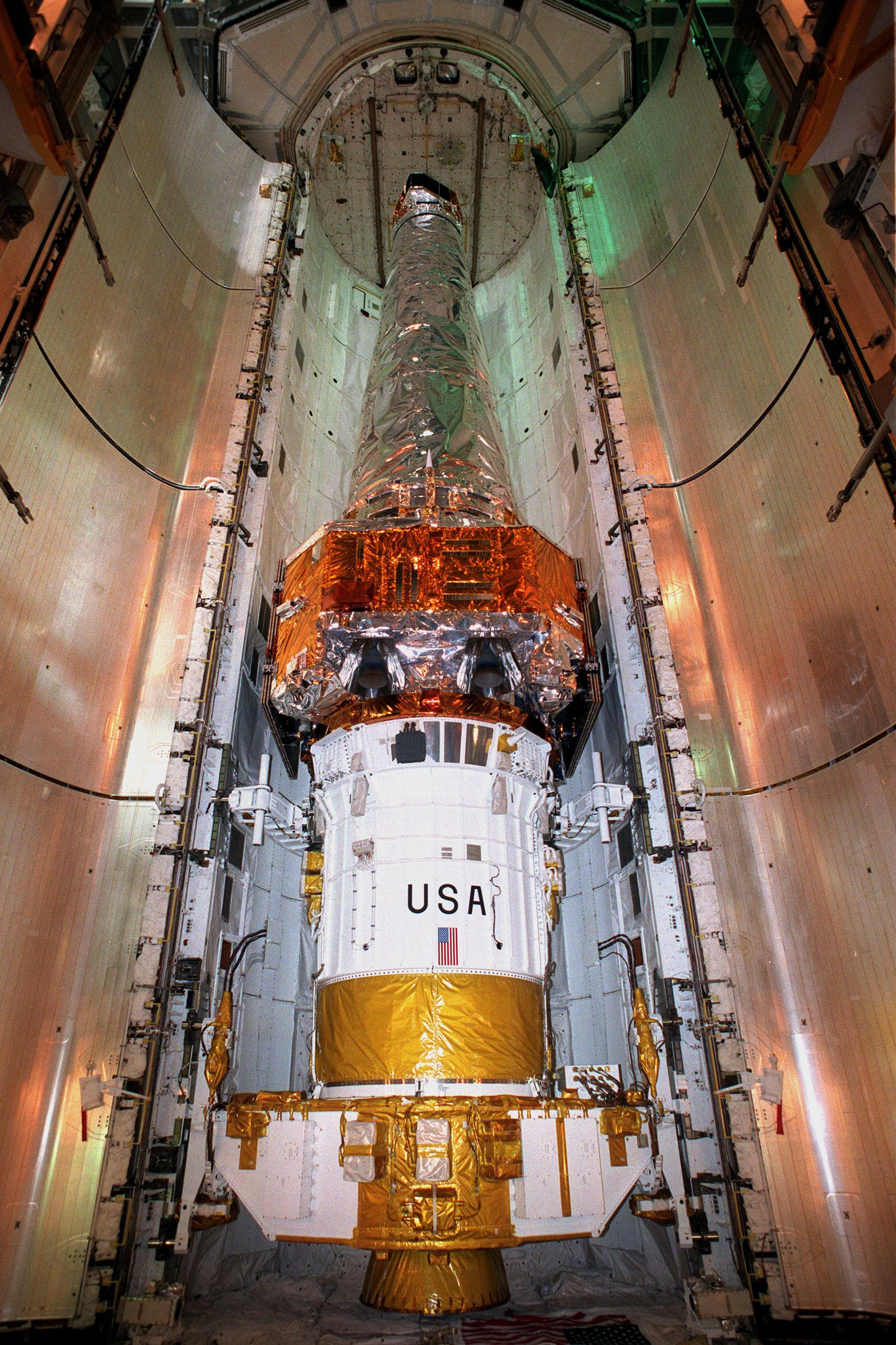
スペースシャトルコロンビア号内の観測機器室に置かれているチャンドラX線観測衛星

SIM（Science Instrument Module）にはACIS（Advanced CCD Imaging Spectrometer）とHRC（High Resolution Camera）という、焦点面に置かれるふたつの機器があり、指定されたどちらでも観測中に定位置に動かせる。
ACISは10のCCDチップからできており、観測した天体のスペクトル情報だけでなく画像を提供する。0.2〜10keVの範囲で稼動する。HRCには2つのマイクロチャネルプレートがあり、0.1〜10keVの範囲で撮影する。また、16マイクロ秒の時間解像度もついている。ACIS、HRCはそれぞれ単独で使用されることがあるほか、観測機にある透過型回折格子と組み合わせて使われる。
ミラーの背後で光の経路に向かって方向を変える透過型回折格子によって、チャンドラは高解像度の分光を可能にしている。HETGS（High Energy Transmission Grating Spectrometer）は0.4〜10keVの範囲で動作し、波長分解能は60〜1000である。LETGS（Low Energy Transmission Grating Spectrometer）は0.09〜3keVの範囲で動作し、波長分解能は40〜2000である。

## 歴史
1976年、リカルド・ジャコーニとハーベイ・タナンバウムがNASAにチャンドラX線観測衛星を提案した（当時はAXAFと呼ばれていた）。翌年にはマーシャル宇宙飛行センターとスミソニアン天体物理観測所で準備作業が始まった。1978年、NASAは初のX線望遠鏡アインシュタイン衛星（HEAO-2）を打ち上げた。チャンドラプロジェクトの作業は1980年代から1990年代を通して続けられたが、1992年、費用削減のため宇宙探査機のデザインが変更された。予定されていた12のミラーのうち4つが除外され、6つの科学機器のうち2つが除外された。予定されていたチャンドラの軌道は、最も遠い場所で月からの距離の3分の1になる楕円軌道に変更された。これによりスペースシャトルによって改良、修理できる可能性はなくなったが、軌道の大部分がヴァン・アレン帯の外側になった。
1998年、AXAFはチャンドラへ名称が変更され、1999年にスペースシャトルコロンビア（STS-93）から打ち上げられた。これは、それまでにシャトルによって上げられた機器のなかで最大の重量であり、衛星を高い軌道まで打ち上げるためにIUS（Inertial Upper Stage）ブースターロケットシステムが必要となった。
チャンドラは、MITとノースロップ・グラマンスペーステクノロジーのサポートを受けながら、マサチューセッツ州のスミソニアン天体物理観測所チャンドラX線センターが制御し、打ち上げられた翌月からデータを送り返し続けている。ACIS CCDは初期に電離帯を通過する間、粒子による損害を受けた。それ以上の被害を避けるため、現在、電離帯通過中は焦点面から外されている。
2004年、チャンドラ5周年の式典が挙行された。